# 隆特里 (印第安納州)
隆特里（英語：Lone Tree）是位於美國印地安納州格林縣的一個非建制地區。該地的面積和人口皆未知。